# Church Shocklach
Church Shocklach – wieś w Anglii, w hrabstwie ceremonialnym Cheshire, w dystrykcie (unitary authority) Cheshire West and Chester. Leży 17 km na południe od miasta Chester i 253 km na północny zachód od Londynu. W 2001 miejscowość liczyła 113 mieszkańców.